# أليس تشن
أليس تشن (بالإنجليزية: Alice Wong) (و. 1948 – م) هي سياسية، من كندا، حزب المحافظين الكندي.

## مناصب
تولت منصب عضو مجلس العموم الكندي.

## التعليم
تعلمت في جامعة كولومبيا البريطانية.